# One Day (at a Time)
"One Day (at a time)" es la cuarta canción del álbum Mind games lanzado por John Lennon como solista en 1973. Esta canción fue compuesta por John Lennon entre julio y agosto de 1973. En 1974 durante el fin de semana perdido de Lennon, Elton john le hizo un cover de la canción en el lado B de su sencillo Lucy in the Sky with Diamonds con la colaboración del propio Lennon tocando la guitarra en ambos lados del sencillo.

## Composición y grabación
Tema lírico de la canción fue una que se repitió en varias canciones en el álbum: la idea de dos partes, creando un todo, muchas veces alegorías para el matrimonio entonces vacilante de Lennon y Yoko Ono. Curiosamente, Ono fue quien sugirió a Lennon que cantará la canción fuera de su rango normal.
"Bueno, eso es sólo un concepto de la vida, ya sabes. ¿Cómo vivir la vida. Fue Yoko quien tuvo la idea de que cante todo en falsete." John Lennon, 1980.
En el estudio de Lennon grabó una guía vocal sin el falsete - fue lanzado más adelante en el 1998 decodificador en John Lennon Anthology. Esta versión, que omite algo diferente de coros, pero trae teclados de Ken Ascher a la palestra.
Lennon había compuesto homenajes más honestos y conmovedores a Ono, ya a pesar de ser una de las melodías más fuertes de "Mind Games", One Day (at a time) no logra transmitir un sentido real de convicción emocional.

## Personal
Las personas que participaron en esta canción fueron los siguientes:
- John Lennon : voz, guitarra
- David Spinozza: Guitarra
- Kleinow 'Sneaky Pete' Peter E: steel guitar
- Ken Ascher: teclados
- Michael Brecker: saxofón
- Gordon Edwards: bajo eléctrico
- Jim Keltner: batería
- Something Different: coros